# 8 Rue de l'Humanité
8 Rue de l'Humanité è un film del 2021 diretto da Dany Boon.
Commedia francese ambientata nei mesi di lockdown dovuti alle vicende della pandemia di COVID-19 in Francia.. È stato distribuito su Netflix il 20 ottobre del 2021.

## Trama
Pur vivendo nello stesso condominio, molte persone non si sono mai presentate e hanno vissuto come completi estranei fino a quando non sono costrette a rimanere chiuse in casa per le restrizioni conseguenti alla diffusione della pandemia nel 2020. 
Lentamente, i condomini cominciano ad avvicinarsi, scontrandosi però con le sostanziali differenze caratteriali di ognuno di loro, differenze che li portano a litigi e dissidi costanti. 
Scetticismo, negazionismo, ipocondria e menzogne porteranno le famiglie prima ad allontanarsi, per poi riavvicinarsi ancora di più.